# Канистота (Јужна Дакота)
Канистота (енгл. Canistota) град је у америчкој савезној држави Јужна Дакота.

## Демографија
По попису из 2010. године број становника је 656, што је 44 (-6,3%) становника мање него 2000. године.
| Група             | 2000.       | 2010.       |
| Белци             | 683 (97,6%) | 616 (93,9%) |
| Афроамериканци    | 0 (0,0%)    | 0 (0,0%)    |
| Азијати           | 0 (0,0%)    | 3 (0,5%)    |
| Хиспаноамериканци | 5 (0,7%)    | 15 (2,3%)   |
| Укупно            | 700         | 656         |